# SN 2008cl
SN 2008cl – supernowa typu Ia odkryta 16 maja 2008 roku w galaktyce UGC 10261. W momencie odkrycia miała maksymalną jasność 17,70m.